# منتخب كوستاريكا لكرة القدم للسيدات
منتخب كوستاريكا الوطني لكرة القدم للنساء هو المنتخب الذي يمثل كوستاريكا في منافسات كرة القدم للنساء، والذي يقوم اتحاد كوستاريكا لكرة القدم بإدارة شؤونه، أبرز انجازات هذا المنتخب هو حلوله في مركز الوصيف في كأس كونكاكاف للنساء في سنة 2014.

## وصلات خارجية
- الموقع الرسمي